# جوانا ديفيد
جوانا ديفيد (بالإنجليزية: Joanna David؛ مواليد ) هي مُمثلة إنجليزية.

## وصلات خارجية
- جوانا ديفيد على موقع IMDb (الإنجليزية)
- جوانا ديفيد على موقع ألو سيني (الفرنسية)
- جوانا ديفيد على موقع ميوزك برينز (الإنجليزية)
- جوانا ديفيد على موقع أول موفي (الإنجليزية)
- جوانا ديفيد على موقع قاعدة بيانات الأفلام السويدية (السويدية)
- جوانا ديفيد على موقع قاعدة بيانات الفيلم (الإنجليزية)
- جوانا ديفيد على موقع كينوبويسك (الروسية)